# William Waldren
William Waldren (Nova York, 5 de febrer de 1924 – Deià, 2003) fou un pintor i arqueòleg.
Va estudiar a l'Art Students League de Nova York i a l'Academie Julian de París. El 1953 va anar a Deià (Mallorca), on el 1962 articulà el grup artístic Els deu d'Es Teix.
| «            | La meva obra pot ser la línia de diferència entre dos estats, la línia de l'ocurrència. La línia entre la vida i la mort, entre el blanc i el negre, entre la llum i l'obscuritat, l'amor i l'odi. La línia que deixa l'ona de la mar a l'arena banyada. | » |
| — W. Waldren | |   |

Pel que fa a l'arqueologia va fer importants excavacions arreu de Mallorca, sobretot a l'àrea de la Serra de Tramuntana, entre ells Son Ferrandell a més de publicar diversos llibres sobre el tema. A Deià hi fundà un museu arqueològic (Deià Archaeological Museum Research Centre, DAMARC) que segueix en funcionament.
En morir fou enterrat a Deià, on viu la seva dona i les seves filles.